# Elie Wiesel
Elie (Eliezer) Wiesel (Sighetu Marmaţiei, Rumunjska, 30. rujna 1928. — Boston, Massachusetts, 2. srpnja 2016.) bio je židovski književnik i politički aktivist francuskog i engleskoga izraza.

## Životopis

### Mladost i obrazovanje
Wiesel je rođen u hasidskoj obitelji, s kojom je nakon njemačke okupacije, godine 1944. bio deportiran u logor Auschwitz. Tamo su mu ubijene majka i mlađa sestra, dok je on preživio zajedno s ocem i dvjema starijim sestrama. Otac mu je umro 1945. godine u Buchenwaldu, a on je sa sestrama dočekao oslobođenje te je bio poslan u francusko dječje sirotište.
Studirao filozofiju, sociologiju i književnost na Sorbonnei od 1948. do 1951. godine i usporedno je proučavao Talmud. Od 1956. godine živi u New Yorku i američki je državljanin od 1963.

### Književno i aktivističko djelovanje
Kao mlad novinar bio je pod utjecajem francuskih egzistencijalista Alberta Camusja, Andréa Malrauxa i Jean-Paula Sartrea), te osobito francuskoga katoličkoga pisca Françoisa Mauriaca, koji ga je poticao da piše o svojem životu u logorima. Rezultat je njegova poluautobiografska knjiga o holokaustu, jedina koju je napisao na jidišu, A svijet je šutio (Un di velt hot geshvign, 1956.), koja je status klasika o holokaustu stekla u skraćenoj francuskoj inačici Noć (La Nuit, 1958.).
U svim djelima na svojevrstan se način bavi svojim iskustvom kao problemom holokausta, genocida i ljudskoga stradanja uopće. Drži predavanja o holokaustu te sudjeluje u antiratnim kampanjama i prosvjedima protiv progona manjina. Godine 1986. dodijeljena mu je Nobelova nagrada za mir.
Wiesel je sa suprugom Marion iste godine ustanovio Zakladu Elie Wiesel za humanost (The Elie Wiesel Foundation for Humanity).

## Djela
Wiesel je objavio više desetaka romana, eseja i memoarske proze. Najznačajnija djela su:
- A svijet je šutio (Un di velt hot geshvign, 1956.) / Noć (La Nuit, 1958.)[3]
- Nesretni slučaj (Le Jour, 1961.)[4]
- Prosjak iz Jeruzalema (Le Mendiant de Jérusalem, 1968.)
- Oporuka ubijenoga židovskog pjesnika (Le Testament d’un poète juif assassiné, 1980.)
- Zaboravljen (L’Oublié, 1989.)
- Slučaj Sonderberg (Le cas Sonderberg, 2008.)

## Vanjske poveznice
Ostali projekti
|  | Zajednički poslužitelj ima još gradiva o temi Elie Wiesel |

Mrežna mjesta
- Elie Wiesel, Noć  Arhivirana inačica izvorne stranice od 12. kolovoza 2016. (Wayback Machine), ulomak hrvatskog prijevoda Mate Marasa
- Elie Wiesel, Protiv ravnodušnosti  Arhivirana inačica izvorne stranice od 13. kolovoza 2016. (Wayback Machine) (preveo Mario Kopić), Odjek, revija za umjetnost, nauku i društvena pitanja, jesen/zima 2011., www.odjek.ba
- The Elie Wiesel Foundation for Humanity, mrežno mjesto Wieselove zaklade za humanost (engl.)
- Elie Wiesel, na stranicama Nobelove zaklade (engl.)